# Iris Barocco
L’iris Barocco est une variété d'iris hybride. (Parents : 'Carmen X' × 'Enchanted World').

## Caractéristiques
- Catégorie : Grand Iris de Jardin (TB).
- Création : P. Anfosso (1988).
- Description : Iris baroque aux pétales rose-fuchsia et sépales rayés de rose-fuchsia vif, à bordure claire frisée ; vigoureux et prolifique.
- Floraison : moyen.
- no  d'enregistrement : R 87-630.
- Taille : 85 cm.